# 4월 19일 (에이핑크의 노래)
〈4월 19일〉은 대한민국의 음악그룹 에이핑크의 노래이다. 한국에서는 2012년 4월 19일에 두 번째 디지털 싱글로 발매되었으며, 일본에서는 2015년 8월 26일에 발매된 《PINK  SEASON》에 수록됐다. 데뷔 1주년을 맞이해서 에이핑크의 리더인 박초롱이 작사했으며, 작곡은 김진환이 맡았다.